# Försvarets intendenturverk
Försvarets intendenturverk (FIV) var en svensk statlig förvaltningsmyndighet som existerade 1963–1968. Den sorterade under Försvarsdepartementet och hade till uppgift att ombesörja intendenturförvaltningen vid krigsmakten.

## Historik och organisation
Myndigheten inrättades den 1 juli 1963 genom sammanslagning av Arméintendenturförvaltningen, Intendenturavdelningen vid Marinförvaltningen och Intendenturbyrån vid Flygförvaltningen. Efter fem års existens uppgick myndigheten den 1 juli 1968 i det nybildade Försvarets materielverk.
Försvarets intendenturverk bestod av fem byråer, vars chefer var ledamöter av myndighetens styrelse. Byråerna var Materielbyrån, Livsmedelsbyrån, Drivmedelsbyrån, Förrådsbyrån och Administrativa byrån. Därtill fanns två fristående enheter: Centralplaneringen och Normaliesektionen.
Chefen för Försvarets intendenturverk var 1963–1968 ledamot av Försvarets förvaltningsdirektion.
Myndighetens verksamhet reglerades av följande instruktioner:
- Kungl. Maj:ts instruktion för försvarets intendenturverk, SFS 1963:286 (i kraft 1963-07-01–1965-12-31), med ändring 1964:374 (i kraft 1964-07-01).
- Kungl. Maj:ts instruktion för försvarets intendenturverk, SFS 1965:828 (i kraft 1966-01-01–1968-06-30), med ändring 1966:490 (i kraft 1966-10-01).

Myndigheten hade sitt kontor på Centralvägen 6 i Solna.

## Verksamhet

### 1963 års instruktion
I myndighetens instruktion av år 1963 föreskrevs: ”Försvarets intendenturverk utövar under Kungl. Maj:t i tekniskt och ekonomiskt avseende ledningen av och uppsikten över intendenturförvaltningen vid krigsmakten.” Därtill ålades myndigheten särskilt:
| ” | att föranstalta om de åtgärder, vilka erfordras för att krigsmakten skall vara försedd med för dess krigsberedskap ändamålsenlig och fullständig intendentur- och veterinärmateriel, övriga för intendenturtjänsten erforderliga förnödenheter samt hästar och hundar; att ombesörja att krigsmaktens intendentur- och veterinärmateriel jämte övriga för intendenturtjänsten erforderliga förnödenheter hållas i tidsenligt och brukbart skick samt, såvitt på ämbetsverket ankommer, övervaka att krigsmaktens förråd äro fullständiga och i gott skick; att ombesörja inköp av bränslen för krigsmaktens fasta anläggningar samt anskaffning m. m. av drivmedel och distributionsmateriel för drivmedel; att, i vad angår intendenturverkets ämbetsområde, utöva kontroll över handhavandet av förvaltningsärenden hos underlydande myndigheter ävensom genom bland annat förrådskontroll tillse, att en ändamålsenlig hushållning med medel och materiel äger rum; att följa den tekniska utvecklingen inom intendenturverkets ämbetsområde, bearbeta insamlat material och tillhandahålla den det vederbör erforderliga upplysningar i detta hänseende; att fastställa ritningar till, modeller av och benämningar på krigsmaktens intendentur- och veterinärmateriel, i den mån sådant icke ankommer på Kungl. Maj:t eller annan myndighet; att enligt därom meddelade föreskrifter ombesörja framställning och förrådshållning av publikationer och blanketter, som äro avsedda för begagnande inom krigsmakten; samt att på sätt särskilt stadgas handlägga ärenden rörande krigsmaktens läger- och manskapskassor. | „ |

### 1965 års instruktion
I myndighetens instruktion av år 1965 föreskrevs: ”Försvarets intendenturverk är central förvaltningsmyndighet för intendenturförvaltningen vid krigsmakten.” Därtill ålades myndigheten särskilt:
| ” | att vidtaga åtgärder för att förse krigsmakten med intendentur- och veterinärmateriel, intendenturförnödenheter i övrigt samt hästar och hundar, att tillse att intendentur- och veterinärmateriel samt intendenturförnödenheter i övrigt äro ändamålsenliga och brukbara samt förvaras på lämpligt sätt, att ombesörja inköp av bränslen för krigsmaktens fasta anläggningar samt anskaffning m. m. av drivmedel, att följa den tekniska utvecklingen samt bearbeta insamlat material och tillhandahålla upplysningar i detta hänseende, att fastställa ritningar till, modeller av och benämningar på krigsmaktens intendentur- och veterinärmateriel m. m., om detta icke ankommer på Kungl. Maj:t eller annan myndighet, att framställa publikationer och blanketter, som äro avsedda för krigsmakten samt hålla dem i förråd, att handlägga ärenden om krigsmaktens personalkassor. | „ |

## Chefer
Chefer för myndigheten
- 1963–1964: Generalmajor Hilding Kring[5][9]
- 1964–1965: Generalmajor Sam Myhrman[9] (avliden 1965-02-03)[10]
- 1965–1968: Konteramiral Karl Segrell[6]

Chefer för Materielbyrån
- 1963–1968: Överste Folke Diurlin (tjänstledig 1965–1968)[11][12][6]
- 1965–1968: Överste Birger Ahlm, tf[11][12][6]

Chefer för Livsmedelsbyrån
- 1963–1965: Överste Henning Björkman[9][11]
- 1965–1968: Överste Folke Herolf[6]

Chef för Drivmedelsbyrån
- 1963–1968: Överste Helge Blomquist[6]

Chefer för Förrådsbyrån
- 1963–1965: Kommendör Karl Segrell[9][11]
- 1965–1968: Kommendör Gunnar Bachér[13][14]
- 1968: Överstelöjtnant Ragnar Terning, tf[6]

Chef för Administrativa byrån
- 1963–1968: Juris kandidat Åke Norrman[6]

Chefer för Centralplaneringen
- 1963–1966: Överste Stig Leijonhufvud[11][12]
- 1966–1968: Överste Hans Rundgren (tjänstledig 1966–1968)[12][6]
- 1966–1968: Överste Folke Eggert, tf[12][6]

Chef för Normaliesektionen
- 1963–1968: Överstelöjtnant Sten Ahlklo[6] (befordrad till överste 1965)[15]